# Marga-Marga (comuna)
Marga-Marga fue una de las comunas que integró el antiguo departamento de Casablanca, en la provincia de Valparaíso.
En 1907, de acuerdo al censo de ese año, la comuna tenía una población de 1370 habitantes. Su territorio fue organizado por decreto del 8 de marzo de 1904.

## Historia
La comuna fue creada por decreto del 8 de marzo de 1904.
Esta comuna fue suprimida mediante el Decreto con Fuerza de Ley N.º 8.583 del 30 de diciembre de 1927, dictado por el presidente Carlos Ibáñez del Campo como parte de una reforma político-administrativa, anexando su territorio a la comuna de Quilpué. La supresión se hizo efectiva a contar del 1 de febrero de 1928.